# Phương diện quân Zabaikal
Phương diện quân Zabaikal (tiếng Nga: Забайкальский фронт) là một tổ chức tác chiến chiến lược của Hồng quân Liên Xô trong Thế chiến thứ hai. Khu vực phụ trách trọng yếu của phương diện quân ở vùng Viễn Đông Liên Xô, phòng ngừa trước các cuộc tấn công từ phía Nhật Bản. Thời kỳ cao điểm, binh lực phương diện quân lên đến 600.000 người.

## Lịch sử
Phương diện quân Zabaikal được thành lập vào ngày 15 tháng 9 năm 1941 trên cơ sở của Quân khu Zabaikal. Biên chế ban đầu của phương diện quân gồm các tập đoàn quân 17 và 36. Tập đoàn quân không quân 12 được bổ sung vào biên chế tháng 8 năm 1942.
Trong hầu hết thời kỳ chiến tranh, phương diện quân giữ nhiệm vụ phòng ngừa trước các cuộc tấn công từ phía Nhật Bản. Từ tháng 9 năm 1941 đến tháng 1 năm 1945, Phương diện quân Zabaikal đã gửi tới các mặt trận Liên Xô ở châu Âu 16 sư đoàn (11 sư đoàn súng trường, 1 sư đoàn kỵ binh, 3 sư đoàn xe tăng và 1 sư đoàn cơ giới) và 2 lữ đoàn (1 lữ đoàn súng trường và 1 lữ đoàn pháo binh), với khoảng 300.000 binh sĩ, 1.440 xe tăng và 2.230 pháo-cối. Từ tháng 11 năm 1941 đến tháng 5 năm 1945, biên chế chủ lực của phương diện quân chỉ gồm Tập đoàn quân 17 với một số quân đoàn, sư đoàn độc lập. Sau khi chiến tranh ở châu Âu chấm dứt, từ tháng 6 đến tháng 7 năm 1945, các tập đoàn quân 39 và 53, tập đoàn quân xe tăng Cận vệ số 6 và Cụm kỵ binh cơ giới Xô-Mông do tướng Issa Pliyev chỉ huy, được bổ sung vào đội hình phương diện quân, chuẩn bị cho Chiến dịch Mãn Châu (1945).
Tháng 8 năm 1945, các đơn vị thuộc phương diện quân tham gia Chiến dịch Mãn Châu, theo hướng Khingan-Mukden (chiến dịch tiền tuyến Khingan-Mukden), đánh bại Đạo quân Quan Đông của Đế quốc Nhật Bản. Hồng quân Liên Xô đã vượt qua các thảo nguyên không có nước ở Nội Mông và khu vực kiên cố biên giới trên các hướng Kalgan, Dolonnorsky, Solunsky và Hailar. Sau đó, lực lượng phương diện quân đã phối hợp với Quân đội Cách mạng Nhân dân Mông Cổ, đánh bại các đạo quân của Nhật Bản, băng qua dãy Đại Hưng An và tiến đến biên giới Trương Gia Khẩu (Kalgan), Thừa Đức (Zhehe), Xích Phong (Chifeng) và Thẩm Dương (Mukden).
Chiến cuộc chính chỉ kéo dài khoảng một tuần cho đến khi Nhật hoàng Hirohito tuyên bố ngừng bắn ở khu vực ngày 16 tháng 8. Lực lượng Liên Xô khi đó đã thâm nhập sâu vào Mãn Châu quốc. Các đơn vị thuộc phương diện quân tiếp tục tiến công mà hầu như không gặp sự kháng cự lớn nào vào lãnh thổ của Mãn Châu, tiến vào Thẩm Dương, Trường Xuân và Tề Tề Cáp Nhĩ trước ngày 20 tháng 8. Cùng lúc đó, Mông Cương và Hồi Hột cũng bị Hồng quân và đồng minh Mông Cổ xâm chiếm. Hoàng đế Mãn Châu quốc (và cựu hoàng Đại Thanh), Phổ Nghi, đã bị Hồng quân Liên Xô bắt giữ và chuyển đến Chita.
Sau khi quân Nhật ngừng chống cự, các đơn vị thuộc phương diện quân đã tham gia giải giáp và tiếp nhận sự đầu hàng của đối phương. Ngày 9 tháng 10 năm 1945, Phương diện quân Zabaikal bị giải thể và tổ chức lại thành Quân khu Zabaikal-Amur. Các đơn vị Mông Cổ thuộc Cụm kỵ binh cơ giới Xô-Mông được nhập trở lại vào quân đội Cộng hòa Nhân dân Mông Cổ.

## Lãnh đạo phương diện quân

### Tư lệnh
| STT | Ảnh | Họ tên           | Thời gian sống | Thời gian tại nhiệm            | Cấp bậc tại nhiệm                      | Ghi chú |
| --- | --- | ---------------- | -------------- | ------------------------------ | -------------------------------------- | ------- |
| 1   |     | M.P. Kovalyov    | 1897 - 1967    | tháng 9, 1941 - tháng 7, 1945  | Trung tướng (1940) Thượng tướng (1943) |         |
| 2   |     | R.Ya. Malinovsky | 1898 - 1967    | tháng 7, 1945 - tháng 10, 1945 | Nguyên soái Liên Xô (1944)             |         |

### Ủy viên Hội đồng quân sự
| STT | Ảnh                                       | Họ tên          | Thời gian sống | Thời gian tại nhiệm            | Cấp bậc tại nhiệm                            | Ghi chú                                           |
| --- | ----------------------------------------- | --------------- | -------------- | ------------------------------ | -------------------------------------------- | ------------------------------------------------- |
| 1   | Tập tin:Zimin K N.jpg                     | K.N. Zimin      | 1901 - 1944    | tháng 9, 1941 - tháng 7, 1944  | Chính ủy Quân đoàn (1939) Trung tướng (1942) | Qua đời ngày 13 tháng 7 năm 1944 vì bệnh đau tim. |
| 2   | Tập tin:Константин Леонтьевич Сорокин.jpg | K.L. Sorokin    | 1901 - 1989    | tháng 7, 1944 - tháng 7, 1945  | Thiếu tướng (1942)                           | Trung tướng (1945)                                |
| 3   |                                           | A.N. Tevchenkov | 1902 - 1975    | tháng 7, 1945 - tháng 10, 1945 | Trung tướng (1944)                           |                                                   |

### Tham mưu trưởng
| STT | Ảnh                                   | Họ tên          | Thời gian sống | Thời gian tại nhiệm            | Cấp bậc tại nhiệm                     | Ghi chú                    |
| --- | ------------------------------------- | --------------- | -------------- | ------------------------------ | ------------------------------------- | -------------------------- |
| 1   | Tập tin:Ефим Григорьевич Троценко.jpg | Ye.G. Trotsenko | 1901 - 1972    | tháng 9, 1941 - tháng 7, 1945  | Thiếu tướng (1940) Trung tướng (1943) | Thượng tướng (1954)        |
| 2   |                                       | M.V. Zakharov   | 1898 - 1972    | tháng 7, 1945 - tháng 10, 1945 | Đại tướng (1945)                      | Nguyên soái Liên Xô (1959) |